# Johnstown, Ohio
Johnstown är en by i Licking County i den amerikanska delstaten Ohio med en yta av 5,4 km² och en folkmängd som uppgår till 3 440 invånare (2000). 7,6% av invånarna befann sig under fattigdomsgränsen 2008.